# 착용 컴퓨터
웨어러블 컴퓨터(영어: wearable computer) 또는 웨어러블 디바이스(영어: wearable device)로 불리는 착용 컴퓨터는 안경, 시계, 의복 등과 같이 착용할 수 있는 형태로 된 컴퓨터를 뜻한다. 궁극적으로는 사용자가 거부감 없이 신체의 일부처럼 항상 착용하고 사용할 수 있으며 인간의 능력을 보완하거나 배가시키는 것이 목표이다. 기본 기능들로는 언제 어디서나(항시성), 쉽게 사용할 수 있고(편의성), 착용하여 사용하기에 편하며(착용감), 안전하고 보기 좋은(안정성/사회성) 특성이 요구된다.
이는 단순히 액세서리처럼 전자기기를 몸에 착용하는 것이 아니라, 사용자 신체의 가장 가까운 위치에서 사용자와 소통할 수 있는 전자기기이다. 웨어러블 디바이스의 장점은 주변 환경에 대한 상세 정보나 개인의 신체 변화를 실시간으로 끊이지 않고 지속적으로 수집할 수 있다는 것이다. 예를 들어 스마트 안경의 경우 눈에 보이는 주변의 모든 정보의 기록이 가능하며 스마트 속옷은 체온, 심장박동과 같은 생체신호를 꾸준히 수집할 수 있다.
착용 컴퓨터는 차세대 스마트 기기로 웨어러블 디바이스는 다양한 영역의 다양한 사업자들에게 새로운 사업 분야로 선택받고 있다. 액세서리형에서 시작하여 직물/의류 일체형, 신체부착형, 그리고 궁극적인 목표인 생체이식형으로, 신체에 근접하는 방향으로 발전해 나갈 전망이다. 하지만 장시간 사용할 수 있도록 저전력 기술, 착용감을 향상시킬 수 있도록 초소형, 유연/신축 전자 기술 등의 개발이 더욱 절실히 요구되며, 착용 컴퓨터가 양산하는 다양한 문제들에 대한 대비책도 마련되어야 할 것이다.

## 착용 컴퓨터의 역사

### 1960-70년대
웨어러블 디바이스 연구가 처음 시작된 것은 1960년대 MIT 미디어랩에서 초기 부착형 타입의 웨어러블 컴퓨팅에 대한 연구가 시초이다. 1961년 에드워드 소프(영어: Edward O. Thorp)와 클로드 섀넌(영어: Claude Elwood Shannon)이 MIT에서 룰렛 휠을 예측하는 데에 사용되는 최초의 착용 컴퓨터를 개발했다. 이는 버튼이 4개 달린 소형 컴퓨터로 신발이나 담배곽에 숨겨져 사용되어 착용 컴퓨터의 시초가 되었다. 1966년 MIT에서 최초로 컴퓨터를 이용한 헤드 마운티드 디스플레이(Head Mounted Display, 이하 HMD)를 개발했다.이후에는 1977년에 시각장애인들을 위한 Camera-to-tactile 조끼와 휴렛 팩커드의 손목시계 계산기(HP-01), 1978년에는 발가락으로 조정해 룰렛게임을 할 수 있는 신발 컴퓨터 등 단순한 기능이 포함된 착용형 단말들이 개발되었다.

### 1980년대
1980년대에 이르면 보다 현대적인 개념의 웨어러블 컴퓨터에 근접한 제품들이 출현하는데, 입출력 장치와 컴퓨팅 기능의 발달로 디바이스를 착용하고 손이나 발에 달린 입력장치를 이용하여 결과가 출력되는 형태의 다양한 프로토타입이 등장하게 된 것이다. 웨어러블 디바이스가 개발되고 가장 처음 출시된 제품인 1980년대 의류형 웨어러블 디바이스가 1989년에 미국 국방성에서 미군을 위한 군복으로 채택하였다. 이 웨어러블 컴퓨터는 각각의 군인들을 보조하기 위해 무선망과 helmet-mounted display와의 결합을 통해 무선 데이터 전송, 이미지 캡처, GPS 시스템 들의 기술을 도입했다. 또한 1981년에는 웨어러블 컴퓨터 연구의 선구자인 스티브 만(영어: Steve Mann)이 개발한 배낭형 컴퓨터, 1986년에는 자전거를 탄 채로 타이핑을 할 수 있도록 하는 위네비코 2(영어: Winnebiko II)와 같은 기기들이 개발되었다.

### 1990년대
1990년대에는 유비쿼터스 컴퓨팅이 등장하고 전자기기가 경량화되면서, 산업에서 본격적으로 적용이 가능해졌다. 1989년에 Reflection Technology사에서 Private Eye HMD를 출시하자, 1990년에 컬럼비아 대학교의 Student Electronic Notebook, Doug Platt의 Hip-PC, 1991년 카네기 멜론 대학교의 VuMan 1과 같은 Private Eye를 이용한 착용 컴퓨터들이 개발되었다. 1993년에는 태드 스타너(영어: Thad Starner)가 Doug Platt의 시스템에 기반하여 Private Eye를 이용한 착용 컴퓨터를 만들었다. 1994년에는 Mik Lamming과 Mike Flynn이 Forget-Me-Not이라는 기억 보조형 착용 컴퓨터를 개발하였는데, 이 기계는 방 안의 무선망과 기계들을 이용하여 왔다 간 사람의 위치와 시간, 방 안에서 일어난 활동, 전화를 했던 사람들과 같이 사람과 기계의 인터액션을 기록하여 데이터베이스에 저장해두어서, 나중에 사용자가 "내가 전화를 받는 동안 내 사무실에 누가 왔다 갔지?"와 같은 질문을 통해 저장된 데이터 정보를 확인할 수 있도록 한다. 1994년에는 에드가 마티아스(영어: Edgar Matias)가 half-QWERTY keyboard를 이용한 Wrist Computer를 개발하였다. 키보드와 디스플레이 모듈이 사용자의 손목에 밴드를 통해 묶여서 양손을 모으면 한 손으로 다른 손에 타이핑이 가능한 착용 컴퓨터가 등장한 것이다.

### 2000년대

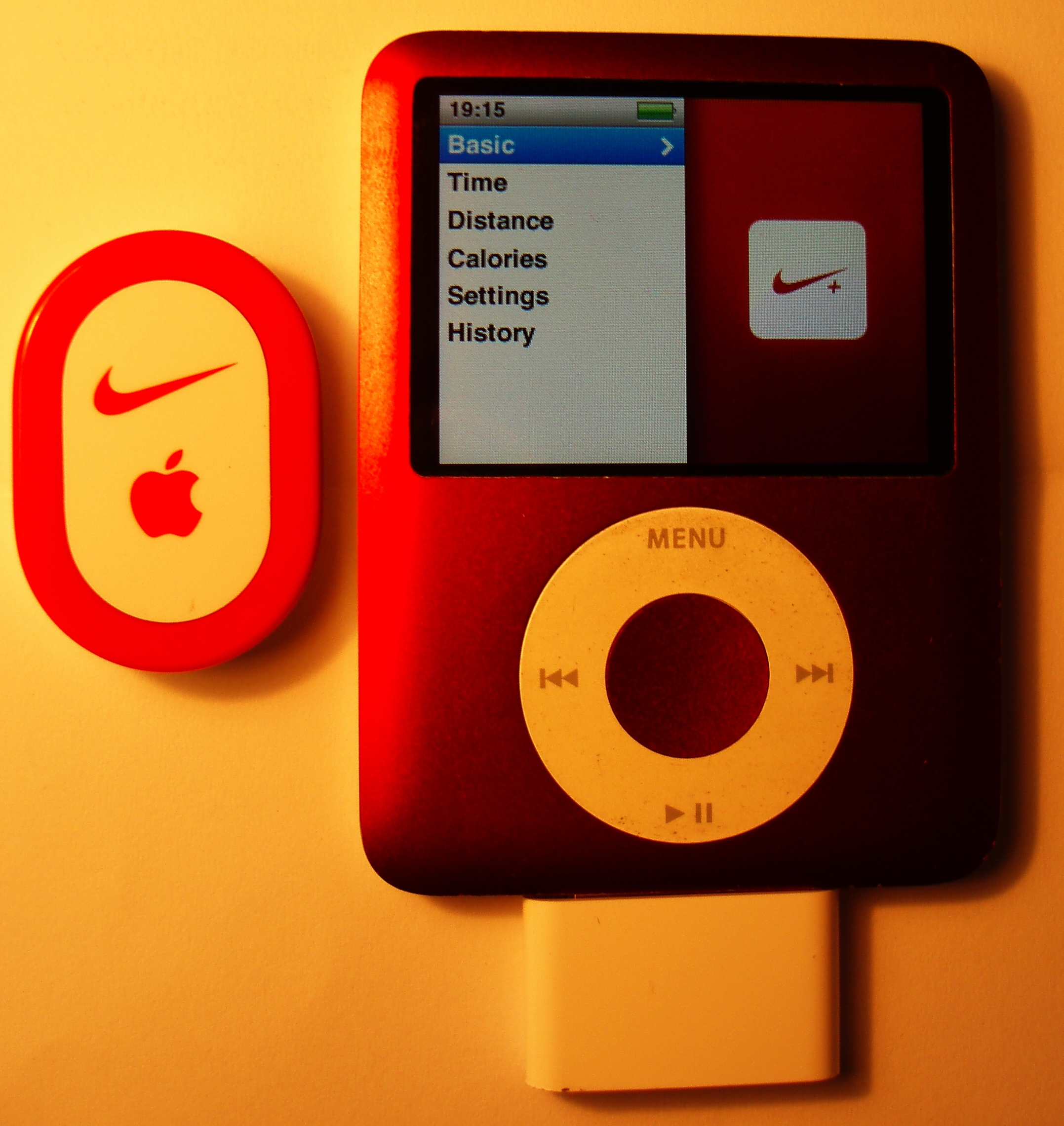
Nike+iPod

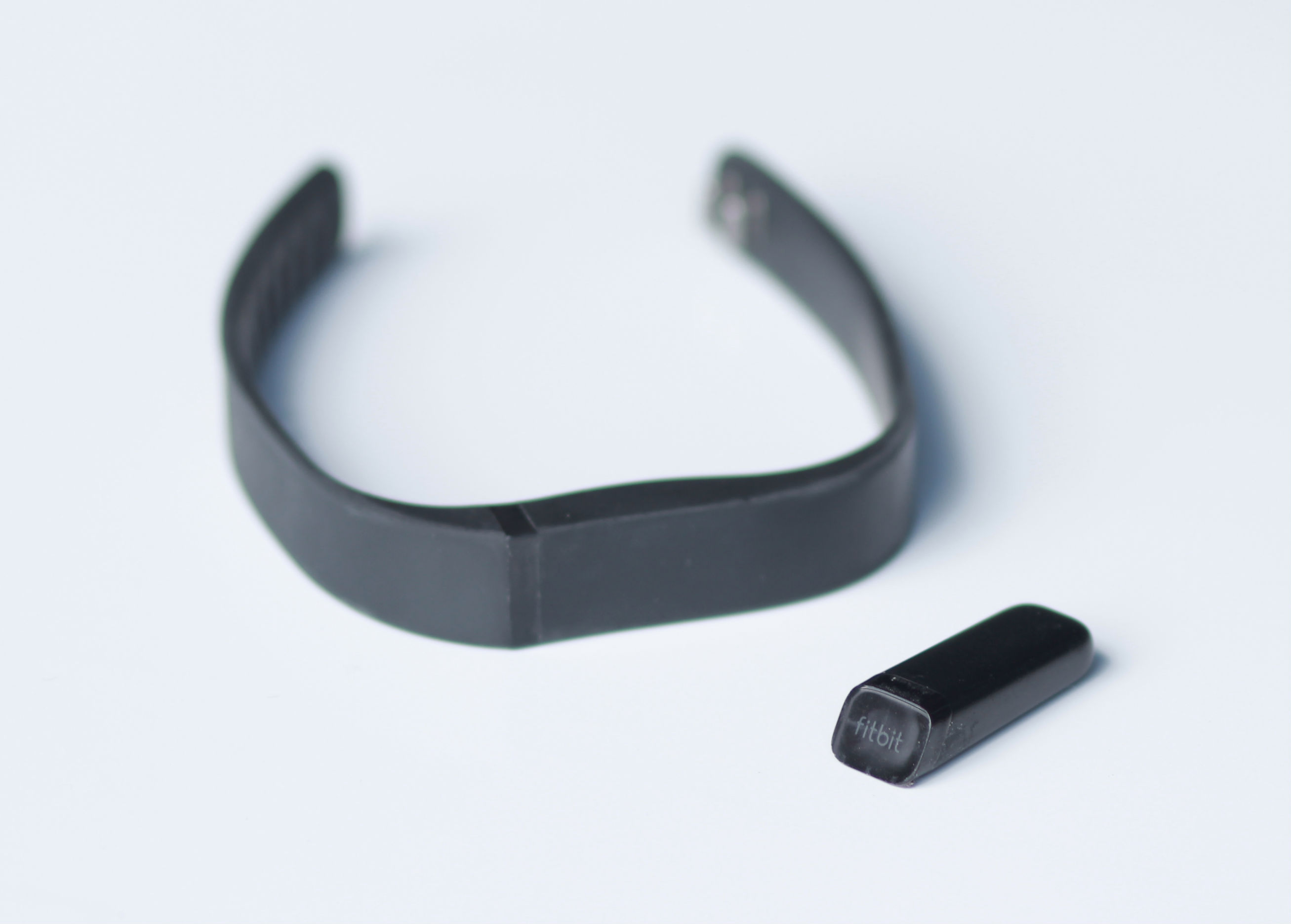
Fitbit Flex

1990년대 후반에서 2000년대 초반에는 의료나 엔터테인먼트를 목적으로 하는 웨어러블 컴퓨터들이 등장하기 시작했다. 21세기 이전의 웨어러블 컴퓨터는 모두 연구 수준에 그쳤다면, 2000년대에 이르러서 부품의 초경량화와 모듈화, 무선 기술의 발전으로 딱딱한 컴퓨터 형태의 하드웨어를 의복과 유사한 형태로 개선하고, 인간과 컴퓨터의 상호작용을 증진시킴으로써 보다 인간 친화적인 웨어러블 컴퓨터를 개발하려는 노력이 시작되었다.
2000년 여름에 최초의 상업용 의류형 웨어러블 재킷인 ICD+가 청바지 업체인 리바이스(영어: Levi's)와 전자 업체인 필립스(영어: Philips)에 의해 개발되었다. ICD+는 필립스의 휴대전화와 MP3 기술을 리바이스의 자켓 디자인에 결합시킨 것이다. 음성인식을 통해 전화를 걸 수 있고, 마이크와 이어폰은 자켓의 후드나 옷깃에 내재되어있으며, 전화가 오면 MP3는 자동으로 멈추도록 만들어졌는데, 이는 모두 주머니 속의 숨겨진 키패드를 통해 조작이 가능한 구조였다. 블루투스 헤드셋 또한 2000년에 처음 개발되었다.
한국에서는 2001년에 정우덕이 본체를 몸에 착용하고(초기에 가방, 추후 재킷 형태로 개조) 모니터와 키보드를 팔에 착용하는 형태의 웨어러블 컴퓨터를 개발하였다. 이동 중에 3D 게임 실행, TV 시청 및 인터넷 사용이 가능했다.
2006년에는 나이키(영어: Nike)와 아이팟(영어: iPod)의 합작으로 사용자들이 자신들의 움직임을 아이팟에서 자동으로 동기화해줄 수 있는 스포츠 킷인 Nike+iPod를 개발했고, 나이키는 아이팟을 위해 특별히 디자인된 주머니가 있는 옷들을 만들기도 했다. 2007년에는 무선 활동과 수면을 모니터링해주는 밴드형 피트니스 트래커인 핏빗(en:Fitbit)이 설립되었다. 2009년에는 Glacier Computers에서 W200 웨어러블 컴퓨터를 출시했다. W200은 손목에 밴드형으로 컴퓨터를 착용하는 형태로, 주로 응급 상황에서 최대한 손을 자유롭게 유지하면서 많은 양의 정보에 접속해야 하는 사람들을 위해 디자인되었다. 2009년 애플의 주도로 시작된 모바일 컴퓨팅과 무선 인터넷의 발전은 웨어러블 컴퓨터가 발전할 수 있는 기반 기술이 발전하는 데 지대한 영향을 미쳤다.

### 2010년대

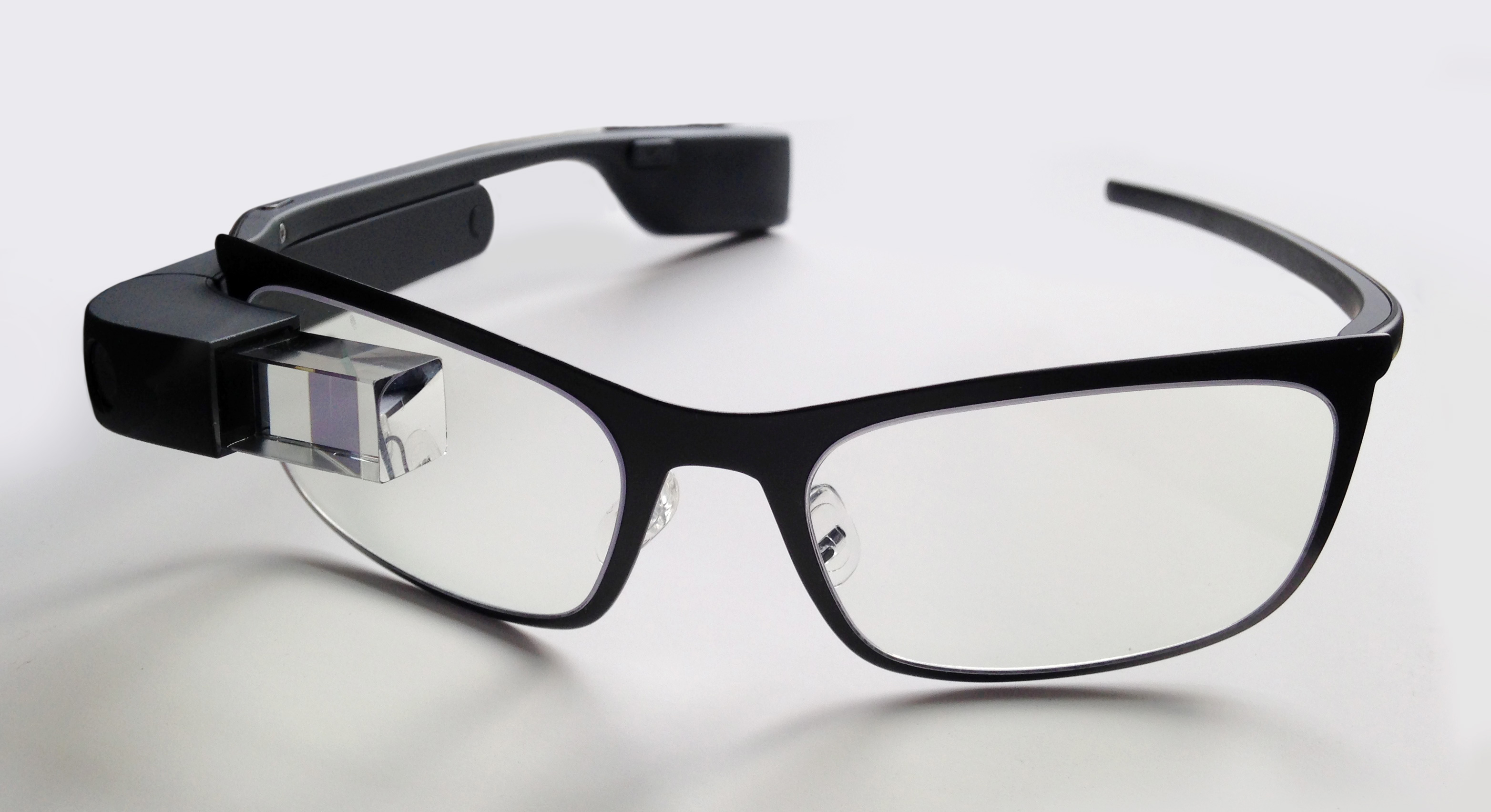
구글 글래스(Google Glass)

스마트폰 활성화 이후인 2010년대에 접어들면서 웨어러블 디바이스의 본격적인 Connected Device로의 확장 시도가 일어나기 시작했다. 2012년에는 크라우드 펀딩 플랫폼인 킥스타터를 통해 펀딩을 받은 스마트워치인 페블(en:Pebble (watch))이 개발되었다. 페블은 핸드폰과 연동되어 메시지, 이메일, 수신전화, SNS 등의 알림을 진동으로 받을 수 있고, 핸드폰이나 카메라의 리모콘으로 사용할 수도 있다. 2013년 초 구글에서 공개된 구글 글래스는 웨어러블 컴퓨터에 관한 폭발적인 관심을 이끌어 내었고, 후발 주자로 삼성과 소니에서도 스마트폰과 결합하여 활용할 수 있는 웨어러블 디바이스를 앞다투어 출시하고 있다. 2014년 9월 9일 애플에서도 시계형 웨어러블 디바이스인 애플워치를 발표하여 웨어러블 컴퓨터 시장은 더욱 커질 것으로 예상된다.

## 착용 컴퓨터의 유형[1]
| 구분             | 내용                                | 대표제품                                  |
| ---------------- | ----------------------------------- | ----------------------------------------- |
| 액세서리형       | 시계, 안경, 목걸이 등 악세서리 형태 | 스마트 안경, 스마트 워치                  |
| 직물/의류 일체형 | 직물제품 혹은 의류에 일체화된 형태  | 직물 센서, 스마트 웨어, 의류일체형 컴퓨터 |
| 신체부착형       | 신체에 부착할 수 있는 형태          | 스킨 패치형 센서 및 장치                  |
| 생체이식형       | 생체에 이식할 수 있는 형태          | 이식형 센서 및 장치                       |

### 액세서리형
- 밴드
  - 활동량 측정, 만보계, 심박수, 스톱워치, 타이머 등 건강관리 기능
  - SNS, 전화, 이메일 알림 및 미디어 컨트롤러
  - 나이키 퓨얼밴드(en:Nike+ FuelBand), 삼성(Samsung) 삼성 기어 핏, 레이저(Razer) 나부(Nabu), 탈믹랩(Thalmic Lab) 암밴드 미오(MYO)
- 안경
  - 일상 영상 기록, 증강현실 등
  - 음성인식, 네비게이션, 음성통화, 메시지 전송, 통역, 일상정보 등
  - 앱과 연동하여 활용(감정분석 등)
  - 구글 글래스(영어: Google Glass), 엡손(영어: Epson) BT-200, 리퀴드 이미지(Liquid Image) OPS고글(Goggle)
- 반지
  - 근거리 무선 통신(영어: NFC(Near Field Communication), 10cm 정도의 근거리 데이터 통신
  - 식당, 대중교통 등 간편 결제
  - 음식, 영화, 할인, 대중교통 등의 생활 정보 습득
  - GalaRing, GEAK Ring
- 시계
  - 문자송수신, 촬영, 음악재생, 리모컨 등 스마트폰 대체
  - 심박 측정, 만보계 등 다양한 피트니스 기능
  - 삼성 갤럭시 기어, 애플(en:Apple) 애플워치(영어: AppleWatch), 페블 스틸(영어: Pebble Steel)

### 신체부착형
- 패치
  - 통증완화, 근육치료, 자세교정 등의 의료 장비
  - 심전도, 근전계 등의 상시 검사 및 기록
  - iPosture, IMEC(en:IMEC) Wireless ECG Patch
- 전자문신
  - 심장, 두뇌, 근육 등의 활동 및 신호 측정
  - 음성명령 인식, 이어폰 대용, 스마트폰, 게임장비, 태블릿, 기타 웨어러블 기술과 통신
  - Coleman Lab 뇌-컴퓨터 인터페이스(en:Brain–computer interface), 구글 Throat Tattoo

### 생체이식형
- 콘텍트렌즈
  - 눈물의 포도당 수치 측정을 통한 당뇨병 지수 모니터링
  - 스마트 콘텍트 렌즈(Google Contact Lens)
- 전신착용
  - 스마트 시스템 적용을 통한 군사지원
  - 인간의 근력과 민첩성 증가를 통한 인간능력 향상
  - 걸음걸이 재활 시스템
  - 디자인붐(en:Designboom) eLEGS, Vanderbilt Center for Intelligent Mechatronics Indego(en:Vanderbilt exoskeleton)
- 마이크로칩 임플란트
  - 규산염 유리로 싸인 채 신체에 이식되는 식별용 집적회로 장치 혹은 RFID 트랜스폰더
  - 개인 식별, 병력, 복용약물, 알레르기, 연락처와 같은 외부 데이터베이스의 정보들과 연동되는 고유 ID번호를 가짐
  - 포지티브ID(en:PositiveID)의 베리메드(영어: VeriMed) 시스템[13]

## 착용 컴퓨터의 미래

### 전망

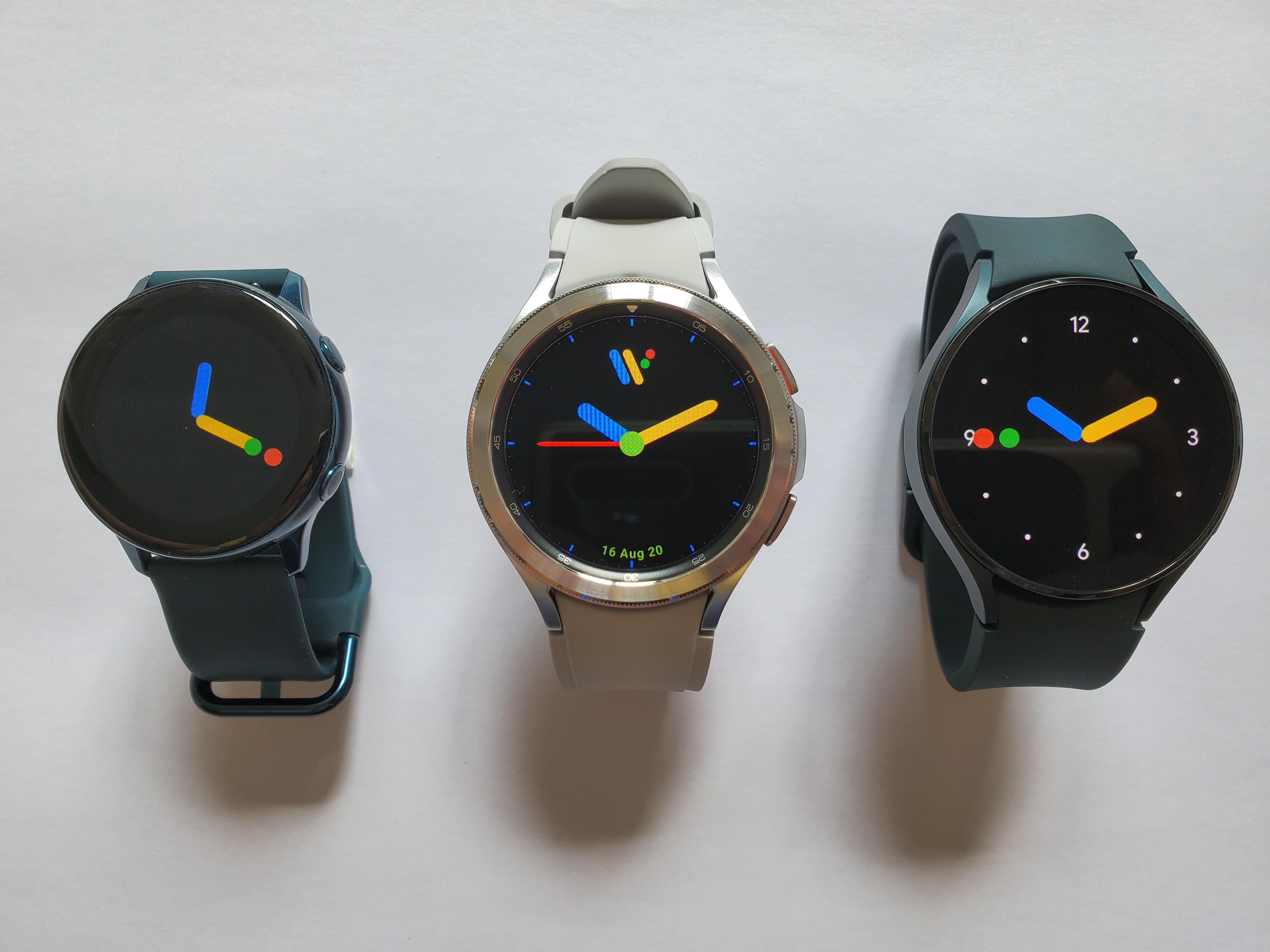
삼성 갤럭시 워치 시리즈

IT 시장의 성장세를 주도하던 스마트폰과 태블릿PC 시장이 포화상태에 이르면서 이들의 뒤를 잇는 차세대 IT 시장의 격전지가 웨어러블 컴퓨터 시장이 될 것으로 관측된다. 또한 웨어러블 디바이스 시장은 아직 완전히 대중화되지 않은 틈새 시장이어서 중소 개발사들도 참신한 아이디어와 우수한 개발력만 보유하고 있으면 역량을 발휘할 수 있는 시장으로 기대된다.
현재 상용화되어 있는 제품들은 음성인식, 제스처 인식, NFC, 헬스 모니터링 및 증강현실 등의 기술을 적용하고 있으며, 2~10년 사이에 대부분의 디바이스에 포함되는 기본 기능으로 자리잡을 것으로 예측된다. 5~10년 이내 성숙될 기술들은 아직 연구단계의 시제품으로 소개되는 정도의 기술로 빅데이터, 웨어러블 UI(영어: Wearable User Interface), 증강현실(영어: Augmented Reality), 모바일 헬스 모니터링(영어: Mobile Health Monitoring) 등이 있다. 웨어러블 디바이스의 또 다른 형태인 전자 문신 등의 몸 부착형과 알약 등의 체내 삽입형은 새로운 차원의 급부상하는 기술이나 대중화되기 위해서는 10년 이상이 시간이 걸릴 것으로 예측된다. 크레딧 스위스, 포츈 리포트에 따르면 웨어러블 디바이스의 시장은 향후 3~5년 이내에 10배 이상의 성장을 보일 것으로 예측하였다.

### 이슈 및 과제
웨어러블 디바이스의 확산에 대해서 장밋빛 전망이 있는 반면 기술을 둘러싼 이슈와 해결해야 할 숙제도 있다. 현재 웨어러블 디바이스의 구현을 가능케 하는 기술 요소는 계속해서 발전되는 중이며, 웨어러블 기술을 둘러싼 이슈 중에서 가장 중요한 것은 소형화, 경량화와 함께 저전력 문제를 어떻게 해결할 것인가이다. 전력 소모를 최소화하면서도 디바이스의 무게와 크기를 최소화할 수 있는 설계가 요구되고 있다. 착용 컴퓨터는 사용자의 몸에 직접 착용을 하는 것이기 때문에 무겁거나 거추장스러울 경우 아무리 기능이 뛰어나도 사용자에게 거부감이 들 수 있다. 따라서 사용자의 경험을 저해하지 않는 자연스러움과 라이프스타일에 부합하는 착용감이 중요한 문제로 대두되고 있다.
또한 웨어러블 디바이스 때문에 일어날 수 있는 프라이버시 침해 문제는 단말 보급에 가장 큰 문제가 되고 있다. 유튜브에는 구글 글래스의 악용을 희화화한 가상의 영상이 인기를 얻었다. 영상에서는 1:1 면접에서 상대방의 동의 없이 영상을 공유하는 등 디바이스의 오남용 예시를 보이고 있다. 실제로 미국에서는 구글 글래스를 착용한 사람의 입장을 금지하는 주점이 등장하고 의회에서는 구글 글래스의 개인정보수집을 일부 제한하는 것이 논의되고 있다. 또 다른 이슈로는 다양한 웨어러블 디바이스에서 생산되는 개인 라이프 로그의 해킹이다. 웨어러블 컴퓨터가 널리 활용되고 개인의 중요 정보가 담겨 있는 환경에서 인터넷과 연결된 웨어러블 컴퓨터는 항상 악의적인 해킹에 노출되어 있기 때문에 이를 지키기 위한 보안 대책이 마련되어야 한다. 이러한 다양한 프라이버시 및 보안 이슈는 착용 컴퓨터가 극복해야 할 중요한 이슈로 착용 컴퓨터가 성장하기 위해 매우 중요한 문제로 거론되고 있다.
스마트폰과 태블릿PC에서도 그러했듯이, 웨어러블 디바이스의 성패를 좌우하는 것도 결국에는 단말 제조에 필요한 기술력보다 콘텐츠와 디자인이 될 가능성이 높다. 따라서 웨어러블 디바이스에서 무엇이 킬러 콘텐츠가 될지 불분명한 상태에서 사용자의 높은 호응을 얻을 수 있는 콘텐츠 기획, 개발의 중요성이 중요한 과제로 부각되고 있다. 또한 최근 등장한 페블과 구글 글래스가 버전이 업그레이드 될 수록 미래 지향적인 디자인이 아닌 클래시컬하고 패셔너블한 컨셉을 취한 것은 웨어러블 디바이스가 전자제품적인 특성 뿐만 아니라 패션 소품, 악세서리로서의 성격을 강하게 가지고 있다는 것을 반증한다. 기존의 구글 글래스 착용자들의 불만을 수용하여 보다 클래식한 안경테와 선글라스에 구글 글래스를 장착했고, 페블의 새로운 버전 역시 일반 시계와 유사하게 디자인을 바꾸었고, 이는 큰 호응을 얻었다.
기업에 있어서는 웨어러블 디바이스가 사물인터넷, 빅데이터, 클라우드 컴퓨팅 등의 IT기술들을 하나로 묶을 수 있는 최적의 연결 고리이다. 따라서 제조, 소프트웨어, 패션, 디자인, 콘텐츠 영역의 모든 관련 기업들은 시장을 선도하기 위해 이들 서비스를 어떻게 유기적으로 연결하면서 새로운 플랫폼과 결부시킬 수 있는지에 대한 고민이 필요할 것이다.

## 같이 보기
- 헤드 마운티드 디스플레이
  - 스마트 글래스
    - 구글 글래스
- 휴렉 팩커드 HP-01(영어판)
- 에드워드 소프(영어판)
- 스티브 만(영어판)
  - 아이탭(영어판)
- 태드 스타너(영어판)
- 에드가 마티아스(영어판)
- Nike+iPod
- 핏빗
- 스마트워치
  - 페블
  - 나이키 퓨얼밴드(영어판)
  - 삼성 갤럭시 기어
  - 조본 업(영어판)
- 큐트서킷(영어판)
- IMEC
- 마이크로칩 임플란트
- 뇌-컴퓨터 인터페이스
- 구글 스마트 콘텍트 렌즈
- 동력형 외골격
- 포지티브ID(영어판)
- 증강 현실